# Gang čtyř
Gang čtyř (zjednodušená čínština: 四人帮; tradiční čínština: 四人幫; pinyin: Sì rén bāng) byla skupina čtyř členů politického byra Ústředního výboru Komunistické strany Číny, vedená vdovou po Mao Ce-tungovi Ťiang Čching, která získala vliv za tzv. Velké kulturní proletářské revoluce a po smrti Mao Ce-tunga usilovala o ovládnutí mocenských struktur země.

## Historie
Rok 1976 znamenal úmrtí vlivných členů strany. V lednu zemřel dlouholetý předseda vlády Čou En-laj, který respektoval „kulturní revoluci“, přestože ji nikdy aktivně nepodporoval. Jeho mocenské křídlo, jehož představitelem se stal Teng Siao-pching, soupeřilo o moc s Gangem čtyř. Po Čou En-lajově smrti se stal předsedou vlády neznámý Chua Kuo-feng, oficiálně jmenovaný v dubnu, který byl před smrtí Maa jmenován stranickým vůdcem Číny. Po jeho smrti ukázal papír, na němž bylo Maovo doporučení: „Při tvém vedení nemám žádné obavy.“ Pravděpodobně se nejednalo o podvrh, což se ovšem nedá říci v případě Maovy ženy, která předložila podobný list, ve kterém měl Mao napsat, že ji vyvolil za vůdkyni pro úspěšné završení revoluce. Zde se jednalo o falzum. Dne Devátého září 1976 tedy zemřel vůdce čínských komunistů Mao Ce-tung. Samotný gang vedla jeho vdova Ťiang Čching. Profesí byla herečka, vystupovala pod pseudonymem Lan Ping. Jejími spolupracovníky a členy gangu byli Čang Čchun-čchiao, šanghajský novinář, pro kterého žádala funkci předsedy vlády Čínské lidové republiky (ČLR), dalším členem byl Wang Chung-wen, který měl obsadit místo ve vedení Národního lidového shromáždění. Čtvrtým spiklencem pak Jao Wen-jüan.
Dne 6. října 1976 propukl na politbyru konflikt, kdy Ťiang Čching požadovala pro své spolupracovníky výše uvedené funkce. Ovšem ještě na poradě byli všichni zatčeni, obviněni z ultralevičáctví, snahy uchopit moc a odvedeni do vězení.

## Soudní proces
Soudní proces proběhl v roce 1981. Ťiang Čching při něm propukala v pláč a velmi bouřlivě se hájila. Odmítla spolu s Čan čchung-čchianem připustit jakoukoli vinu a hájila se tím, že po celý život jen poslušně vykonávala příkazy svého muže Mao Ce-tunga. Zbylí dva členové Wang Chung-wen a Jao Wen-juan vyjádřili lítost a přiznali svou spoluvinu. Oficiální nahrávky ze soudního procesu nebyly do této chvíle uvolněny (2008).
Všichni byli shledáni vinnými ze spiknutí proti státu. Nad Ťiang Čching a Čan čchung-čchianem byly vyneseny rozsudky smrti, později změněné na doživotní žalář. Wang Chung-wen a Jao Wen-juan byli odsouzeni každý na dvacet let vězení. Všichni členové Gangu čtyř byli později propuštěni na svobodu, kde také zemřeli. Ťiang Čching spáchala roku 1991 sebevraždu, Wang Chung-wen zemřel v roce 1992 a poslední dva členové v roce 2005.